# Министерство торговли Турции
Министерство Торговли Турции (тур. Türkiye Cumhuriyeti Ticaret Bakanlığı) — министерство Турции, осуществляющее политику в области таможни и торговли Турции.

## История
Основано 8 июня 2011 года путём слияния Секретариата по таможне Премьер-министра Турции и отдельных департаментов Министерства индустрии и торговли.
Предшествовавшие министерства, исполнявшие данные функции:
- Министерство таможни и монополии (1931—1983)
- Министерство финансов и таможни (1983—1991)
- Секретариат по таможне Премьер-министра (1993—2011)

С 2011 по 2018 год министерство носило наименование «Министерство таможни и торговли». В 2018 году министерство объединено с Министерством экономики, и получило современное наименование.

## Структура
В состав Министерства входят:
- Генеральный директорат по международным соглашениям и ЕС
- Генеральный директорат свободных зон
- Генеральный директорат внутренней торговли
- Генеральный директорат защиты потребителей и надзора за рынком
- Генеральный директорат по лицам, осуществляющим торговлю, ремесленникам и кооперативам
- Генеральный директорат по таможенному надзору
- Генеральный директорат импорта
- Генеральный директорат таможни
- Генеральный директорат экспорта
- Генеральный директорат по международной торговле
- Генеральный директорат по информационным технологиям
- Отдел конкуренции
- TurkEximBank

## Министры
- Хайаты Йазычы (6 июля 2011 — 29 августа 2014)
- Нуреттин Джаникли (29 августа 2014 — 28 августа 2015)
- Сенап Аски (28 августа 2015 — 24 ноября 2015)
- Бюлент Тюфенкчи (24 ноября 2015 — 10 июля 2018)
- Рухсар Пекджан (10 июля 2018 — 21 апреля 2021)
- Мехмет Муш (21 апреля 2021 — 3 июня 2023)[2]
- Омер Болат (с 3 июня 2023)